# NGC 5463
NGC 5463 (również PGC 50299 lub UGC 9017) – galaktyka spiralna (S?), znajdująca się w gwiazdozbiorze Wolarza. Odkrył ją William Herschel 19 marca 1784 roku.